# Jerry Douglas
Gerald Calvin "Jerry" Douglas (28 de mayo de 1956) es un guitarrista y productor discográfico estadounidense especializado en el manejo de guitarras Dobro y Lap Steel .  Es ampliamente considerado como el mejor intérprete de Dobro de la música acústica contemporánea, así como el más prolífico.  Ganador de catorce premios Grammy, The New York Times lo ha llamado “el incomparable maestro contemporáneo de Dobro” y se encuentra entre los artistas discográficos más innovadores en la música,  tanto como solista como miembro de numerosos bandas, como Alison Krauss & The Union Station y The Earls of Leicester . 

## Biografía
Douglas nació en Warren (Ohio) y reside en Nashville (Tennessee). Además de su propio trabajo en solitario, Douglas ha participado en la grabación de más de 1.600 álbumes.   Como acompañante, ha grabado con artistas tan diversos como Garth Brooks, Ray Charles, Eric Clapton, Phish, Dolly Parton, Susan Ashton, Paul Simon, Mumford & Sons, Keb' Mo', Ricky Skaggs, Elvis Costello, Tommy Emmanuel, James Taylor y Johnny Mathis, además de actuar en la película O Brother, Where Art Thou?. 
Entre 1996 y 1998, fue miembro de The GrooveGrass Boyz .  Douglas produjo varios discos, incluidos algunos en Sugar Hill Records. Supervisó álbumes de Alison Krauss, Del McCoury Band, Maura O'Connell, Jesse Winchester y Nashville Bluegrass Band, The Earls of Leicester, Gary Morris y Steep Canyon Rangers. Junto con Aly Bain, se desempeñó como director musical de la popular serie de televisión de la BBC, " Transatlantic Sessions ". Desde 1998, ha sido miembro de la banda de Alison Krauss, realizando numerosas giras y tocando en una serie de álbumes con ventas de platino.

## Premios y honores

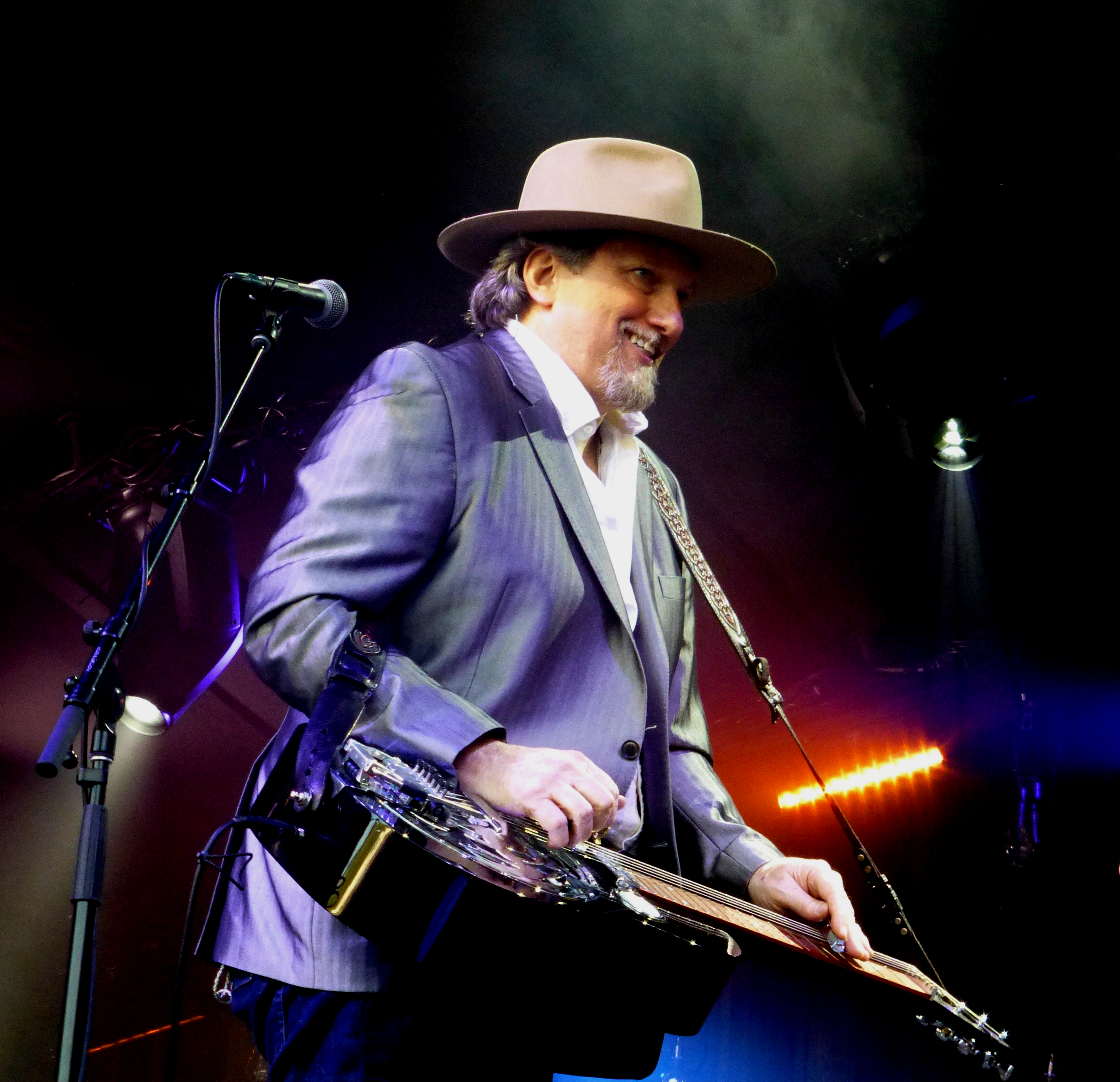

Douglas ha sido nominado a treinta y dos premios Grammy, ganando catorce.  Ha recibido el premio "Músico del año" de la Asociación de Música Country en tres ocasiones, en 2002, 2005 y 2007, y diez veces el Premio Dobro al intérprete del Año de la Asociación Internacional de Música Bluegrass ("IBMA").
En 2004, el Fondo Nacional para las Artes otorgó a Douglas una Beca del Patrimonio Nacional, el honor más alto de los Estados Unidos en las artes populares y tradicionales.  Fue nombrado Artista Residente del Museo y Salón de la Fama de la Música Country en 2008. Douglas fue honrado en el 36º Festival anual Telluride Bluegrass en Colorado por su vigésimo quinto año consecutivo tocando en dicho festival.
Recibió el premio Bluegrass Star, presentado por la Bluegrass Heritage Foundation de Dallas (Texas), el 15 de octubre de 2016. El premio se otorga a los artistas de bluegrass que realizan un trabajo ejemplar al promover el género y llevarlo a nuevas audiencias preservando al mismo tiempo su carácter y herencia.  La Asociación de Música Americana honró a Jerry Douglas con un premio Lifetime Achievement Award en 2011.  Douglas recibió la llave de la ciudad de Manchester (Tennessee), así como del Condado de Coffee, durante una actuación en el Festival de Música y Artes Bonnaroo 2015. 

## Discografía

### Grabaciones de estudio
- 1979 Fluxology (Rounder)
- 1982 Fluxedo (Rounder)
- 1986 Under the Wire (MCA)
- 1987 Changing Channels (MCA)
- 1989 Plant Early (MCA)
- 1992 Slide Rule (Sugar Hill)
- 1998 Restless on the Farm (Sugar Hill)
- 2002 Lookout for Hope (Sugar Hill)
- 2005 The Best Kept Secret (Entertainment One Music)
- 2008 Glide (Entertainment One Music)
- 2009 Jerry Christmas (Entertainment One Music)
- 2012 Traveler (Entertainment One Music)
- 2017 What If (Rounder)

### Otras grabaciones
- Remembrances and Forecasts 1974 como The Country Gentlemen
- J.D. Crowe &amp; The New South 1975 como J. D. Crowe & the New South
- Holiday In Japan 	1975 como J. D. Crowe & the New South
- New South Live 1975 como J. D. Crowe & the New South
- Boone Creek 1977 como Boone Creek
- One Way Track 1977 como Boone Creek
- That Down Home Feeling 1977 como Buck White & Down Home Folks
- Buck and Family Live 1979 como Buck White & Down Home Folks
- More Pretty Girls Than One 1979 como Buck White & Down Home Folks
- Bluegrass Album, Vol. 3 – California Connection 1983 como Bluegrass Album Band
- Snakes Alive 1984 como Dreadful Snakes
- Bluegrass Album Vol.4 1985 como Bluegrass Album Band
- High Country Snows 1985 con Dan Fogelberg
- T-Bone Burnett 1986 con T Bone Burnett
- Bluegrass Album, Vol. 5 – Sweet Sunny South 1989 como Bluegrass Album Band
- The Telluride Sessions 1989 como Strength in Numbers
- Will the Circle Be Unbroken: Volume Two 1990 con the Nitty Gritty Dirt Band
- Skip, Hop & Wobble 1993 como Barenberg, Douglas & Meyer
- Toolin' Around "Let it Slide" con Arlen Roth y Sam Bush 1993
- The Great Dobro Sessions 1994 como productor e interprete junto a varios artistas
- Far From Enough 1994 con Viktor Krauss
- Bluegrass Album, Vol. 6 – Bluegrass Instrumentals 1996 como Bluegrass Album Band
- Bourbon & Rosewater 1996 como Bhatt, Douglas & Meyer
- Yonder 1996 con Peter Rowan
- Signs of Life 1996 con Steven Curtis Chapman
- Leading Roll 1997 con Sammy Shelor
- The View From Here 1999 con Matt Flinner
- O Brother, Where Art Thou? 2000 con Alison Krauss yThe Whites
- Latitude 2001, con Matt Flinner
- I Don't Need the Whiskey Anymore 2002, con Jack Lawrence
- Deja Vu (All Over Again) 2004 con John Fogerty
- All I Really Want For Christmas 2005 con Steven Curtis Chapman
- Secret, Profane, & Sugarcane 2009 con Elvis Costello y the Sugarcanes
- Southern Filibuster: The Songs of Tut Taylor 2010, como productor
- Rounder Records 40th Anniversary Concert 2010 con Bela Fleck, Alison Krauss & Union Station
- Get Low Original Motion Picture Soundtrack 2010
- "The Boxer", con Paul Simon y Mumford & Sons para el álbum Babel
- "One Light Shining" de Ruth Moody para These Wilder Things 2013
- The Earls of Leicester 2014 de The Earls of Leicester[12] como productor
- Three Bells 2014 de Mike Auldridge y Rob Ickes como productor
- Radio 2015 de The Steep Canyon Rangers como productor
- Rattle & Roar 2016 de The Earls of Leicester como productor
- "Love Like Me" y "Everything's The Same" para el álbum de Billy Strings, Home, publicado en 2019
- Leftover Feelings 2021 de John Hiatt, como productor e intérprete[13]
- Native American, 1992, con Tony Rice

### Con Alison Krauss and Union Station
- I've Got That Old Feeling 1991
- Forget About It 1999
- New Favorite 2001
- Live - (Alison Krauss & Union Station) 2002
- Lonely Runs Both Ways 2004
- A Hundred Miles or More: A Collection 2007
- Paper Airplane 2011